# فرزاد محمدی
فرزاد محمدی (زادهٔ ۲۹ شهریور ۱۳۶۸) یک بازیکن فوتبال اهل ایران است.
از باشگاه‌هایی که در آن بازی کرده‌است می‌توان به باشگاه فوتبال ماشین‌سازی تبریز، باشگاه فوتبال کوثر لرستان، باشگاه فوتبال نفت مسجدسلیمان، باشگاه ورزشی داماش گیلان و باشگاه فوتبال مس کرمان اشاره کرد.